# Santa Maria de Lloberola
Santa Maria de Lloberola o Santa Maria del Solà és una església romànica del municipi de Biosca, a la comarca del Solsonès. És un monument protegit i inventariat dins el Patrimoni Arquitectònic Català.

## Situació
L'església està situada a l'est del nucli de Lloberola, al sud dels plans de la vinya de la masia d'el Venque, sobre un planell que s'aixeca un centenar de metres sobre el marge dret de la Riera de Lloberola, nom que reb la Riera de Sanaüja al seu pas pel terme de Biosca. Per estar a la part solana de la vall, l'església és molt més coneguda a la comarca com Santa Maria del Solà. Des d'allí es domina, cap a orient, tota la vall de la Riera de Lloberola, fins a la seva capçalera; a migdia la carena de la serra de l'Estany - Sant Pere Sasserra, i cap a ponent es té una bonica perspectiva del conjunt monumental de Lloberola.
S'hi arriba per la carretera asfaltada que deixa Lloberola, (41° 53′ 18.75″ N, 1° 21′ 46.31″ E / 41.8885417°N,1.3628639°E) direcció a Sant Climens. Als 100 metres es deixa la carretera que es deriva a l'esquerra, es travessa la Riera de Lloberola i es puja la costa fins a les envistes de la masia del Venque (2,4 km), on s'agafa un trencall a la dreta que ens porta a l'església.

## Arquitectura
És un edifici d'una sola nau, té un absis rodó cobert amb volta peraltada sobre motllura de pla i cavet evolucionada. La nau és coberta amb volta apuntada. Té dos arcs torals i un de preabsidal apuntat. El mateix tipus de motllura de l'absis és a l'arrencada de la volta i dels arcs. Els dos podis de l'absis tenen l'inferior total, una alçada de 70 cm i el superior, de 50 cm. Com a decoració té al frontispici, dues cares en relleu molt desgastades. A l'absis i murs laterals, de la nau, cornisa a un metre de la coberta. A l'absis a més, hi ha columnes quadrangulars amb els angles bisellats i decorats amb claus. El capitell és llis, pla i cavet, però més sortit que la cornisa. Hi ha dues obertures a l'absis i una altra al mur del costat de l'epístola.
La portada és d'arc de mig punt adovellat, a sobre té una estirada espitllera. A la part superior, campanar d'espadanya de dues obertures.
Hi ha una placa de marbre a les dovelles on hi posa en lletres majúscules: "Restauració 1950".
No es disposa de cap notícia històrica que doni llum a l'origen d'aquesta capella de la parròquia de Sant Miquel de Lloberola. El temple era un santuari parroquial.

## Aplec
Cada any, el Dilluns de Pasqua, s'hi celebra un aplec molt concorregut, ja que la devoció a la Mare de Déu del Solà encara està molt arrelada a la comarca.